# Gunnar Persson (serieskapare)

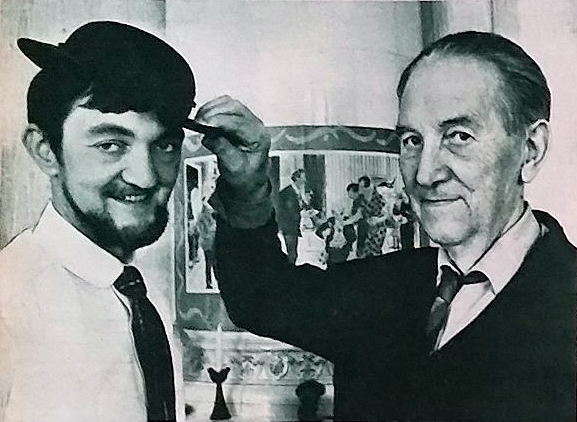
Gunnar Persson med fadern Elov 1968, vid övertagandet av serien Kronblom.

Gunnar Verner Persson, född 13 oktober 1933 i Hofors församling, död 8 april 2018 i Örebro, var en svensk serieskapare, mest känd för Kronblom-serien som han övertog efter sin far Elov Persson. 
Persson har även skapat de tecknade serierna Gus och Herr Larsson och har dessutom både tecknat och skrivit manus till 91:an. Han har även skrivit manus till serierna Flygsoldat 113 Bom, Konstapel Knut och Frisk och Rask.

## Biografi
Gunnar Persson föddes 1933 i Storvik som ligger strax väster om Sandviken. Under uppväxten kom han i kontakt med serievärlden då hans far Elov Persson tecknade de både folkkära serierna Kronblom och Agust och Lotta. Gunnar och hans bror Ingvar kunde i skolan märka av seriernas popularitet: Gunnar, som inte var så lång, kallades av skolkamraterna för Agust, medan den längre Ingvar kallades Kronblom.
Liksom både sin far och bror hade han bra tecknaranlag, vilket han visade i tidig ålder. När han så småningom ville utbilda sig var det tecknarbanan som lockade. 1952-1954 gick han tecknarutbildning på Berghs i Stockholm. Efter utbildningen frilansade Gunnar Persson som tidningstecknare i Stockholm. Han arbetade bland annat för DN och Stockholmstidningen och i slutet av femtiotalet hamnade han mer och mer i humorfacket då han försåg många tidningar runt om i landet med skämtteckningar.
1961 skapade Gunnar Persson sin första serie ”Gus”, en pantomimserie, som dök upp i Sydsvenska Dagbladet första gången. Den kom senare att publiceras i ett trettiotal olika tidningar i Sverige, Norge och Finland. Fyra år senare tog han kontakt med serietidningen 91:an och debuterade där med serien ”Herr Larsson”. Dessa serier fick dock träda tillbaka då han tog över Kronblom-tecknandet efter sin far 1967.
Gunnar Persson fick ta över Kronblom-serien och gav serien en pånyttfödelse. Han hade 2010 tecknat Kronblom i 43 år – längre än fadern Elov. Gunnar var även mer produktiv än sin far vad gäller seriemängden, då det har blivit 7 000 sidor genom åren (inräknat veckoavsnitt till tidningen Allers och serier i 91:an). Han har dessutom tecknat 91:an och 91:an i formatet Klackamo dagbok i flera tusen sidor.
Gunnar Persson är gravsatt i minneslunden på Längbro kyrkogård.

## 91:an
1969 tog Nils Egerbrandt kontakt med Persson angående 91:an-tecknandet. Egerbrandt var då strängt pressad av att producera tillräckligt med 91:an-serier – till skillnad från idag, då serien har flera manusförfattare och tecknare, så var Egerbrandt ensam om att teckna och producera manus till 91:an.
Egerbrandt behövde avlastning och det fick han av Persson. Denne bistod med idéer och skisser och därmed var han också involverad i 91:an-serien. Senare under 70- och 80-talet tecknade han egna 91:an-serier men fick sedan dra ner på produktionen då han behövde mer tid åt Kronblom-serien. Klackamo dagbok fortsatte Persson dock teckna ända fram till år 2000.
På frågan vilken figur Persson känner mest sympati för i 91:an svarar han Major Morgonkröök:
| ”                    | Han är den av officerarna som är hyggligast, bara han får ha sin konjak och sina cigarrer i fred så ordnar det mesta sig med permissioner och annat. De som är svårast att rita är översten och 87:an, men de är annars bra som typer. Jag gillar alla figurer i serien. Möjligen är löjtnanten lite blek. | „ |
| – Intervju från 1992 | |   |